# Chapterhouse: Dune
Chapterhouse: Dune là một tiểu thuyết khoa học viễn tưởng năm 1985 của Frank Herbert. Là cuốn cuối cùng trong bộ sáu tiểu thuyết gốc về Dune, tác phẩm vươn lên vị trí thứ 2 trong danh sách Sách bán chạy nhất của The New York Times.